# Zambia en los Juegos Olímpicos de Moscú 1980
Zambia estuvo representada en los Juegos Olímpicos de Moscú 1980 por un total de 37 deportistas masculinos que compitieron en 4 deportes.
El equipo olímpico zambiano no obtuvo ninguna medalla en estos Juegos.